# Godfrey Dewey
Pour les articles homonymes, voir Dewey.
Godfrey Dewey, né le 3 septembre 1887 à New York et mort en octobre 1977 à Lake Placid (New York), est un dirigeant sportif américain. Il fut le principal artisan de l'obtention par Lake Placid de l'organisation des Jeux olympiques d'hiver de 1932,. En tant que responsable de l'équipe américaine de ski, il fut également porte-drapeau de la délégation américaine aux Jeux olympiques d'hiver de 1928.

## Famille
Il est le fils du bibliothécaire Melvil Dewey, inventeur de la classification décimale de Dewey.